# Kegye
Kegye (románul: Chegea) falu Romániában. Szatmár megye egyik települése.

## Fekvése
Szatmár megyében, Érszakácsi déli szomszédjában fekvő település.

## Története
Kegye nevét az oklevelek 1205-1235 között már említették Tede néven, s ekkor a Váradi regestrum is megemlítette egy per kapcsán.
1300-ban Kege, 1374-ben Kegye, 1446-ban Alsokege, Felsewkege, 1629-ben Alsó-, Felső-Kege neveken, de Váralja-Kege, Oláh-, és Magyar-Kege neveken is volt említve. 
A  település (Felsőkegye) régen nem a mai helyén, hanem a Komorós-erdő Várdomb nevű részén, a Régi falu nevű határrészen feküdt, s azt a gróf Károlyi család telepíttette át mai helyére.
1361-ben Kegyei Márton fia János és ennek fiai eladták vagy elzálogosították a falut, de ez ellen a Szakácsi család tagjai tiltakoztak.
1374-ben Szakácsi Erdélyi Gergelynek és fiának Jakabnak birtoka volt.
1410-ben a Báthori-család volt Kegye birtokosa.
1629-ben Bethlen István és neje Széchi Mária birtoka volt, akik királyi adománnyal kapták meg.
1700ig a Rákóczi-család birtoka volt, azonban 1700 szeptember 27-én ötvenezer forintért a kegyei uradalmat zálogba adták gróf Bánfi György erdélyi kormányzónak. Ekkor az Ecsedi uradalomhoz tartozónak mondták.
1717-ben gróf Károlyi Sándor kérte magának Alsó- és Felső-Kegyét, mint az ecsedi uradalomhoz tartozó birtokot.
1777-ben gróf Károlyi Antalt megerősítették kegyei birtokában.
1809-ben Kegyét a Károlyi család birtokának írták.
Kegye határában állt hajdan a Zálmoki vár, melynek nyomait még a 20. század elején is látni lehetett.
1890-ben 838 lakosa volt, melyből 38 magyar, 7 német, 70 tót, 717 oláh, 3 egyéb nyelvű volt. Ebből 85 római katolikus, 720 görögkatolikus, 2 evangélikus, 21 református, 7 izraelita. A házak száma ekkor 152 volt. 
1919-ig Magyarországhoz tartozott, Szatmár vármegye részeként. 1910-ben 996 magyar és román lakosa volt.
1992-ben 294 többségében román nemzetiségű lakos lakta.
Kegye a trianoni békeszerződés előtt Szilágy vármegye Tasnádi járásához tartozott.

## Nevezetességek
- Görögkatolikus fatemploma – 1766-ból való, melyet a régi faluból telepítettek át.
- Görögkatolikus kőtemploma a Szent arkangyalok tiszteletére épült.  Anyakönyvüket 1830-tól vezetik.